# بوب مانشيني
بوب مانشيني (بالإنجليزية: Bob Mancini)‏ هو لاعب هوكي الجليد أمريكي، ولد في 16 مارس 1958 في سيفورد في الولايات المتحدة.

## وصلات خارجية
- بوب مانشيني على موقع EliteProspects.com (الإنجليزية)
- بوب مانشيني على موقع HockeyDB.com (الإنجليزية)